# Wybory prezydenckie w Libanie w 1948 roku
Wybory prezydenckie w Libanie odbyły się w 27 maja 1948 roku. Prezydentem Libanu na drugą kadencję został Biszara al-Churi, przewodniczący Bloku Konstytucyjnego. Wyboru dokonał 66-osobowy parlament. Wcześniej przegłosowano zmianę w konstytucji dająca prezydentowi prawo do reelekcji.